# Bob Weston
Pour les articles homonymes, voir Weston.
Bob Weston est un musicien, producteur et ingénieur du son originaire des États-Unis. C'est le bassiste du groupe Shellac.

## Biographie
Weston est né et a grandi à Waltham (Massachusetts). Il est diplômé d'électrotechnique de l'Université du Massachusetts Lowell.
Alors qu'il travaillait à la station de radio du campus de l'Université, il commença à enregistrer des performances live de groupes locaux de la région de Boston, comme les Pixies et les Blake Babies.
En 1987, Weston rejoignit les Volcano Suns en tant que bassiste. Le groupe était mené par Peter Prescott (l'ancien batteur de Mission of Burma, qui s'était dissout en 1983). Lorsque Mission of Burma se reforma en 2002, Weston remplaça Martin Swope.
Weston rejoignit le groupe Shellac de Steve Albini en 1991. Sous la direction d'Albini, Weston a produit des enregistremements pour des groupes, entre autres  Rodan, Sebadoh, June of 44, Polvo, Archers of Loaf, the Get Up Kids, Chavez, Rachel's, Ken Vandermark, Zu. Bob Weston fut également l'assistant ingénieur d'Albini sur l'album In Utero de Nirvana.
En 2002, Weston rejoignit Mission of Burma, prenant la place de Martin Swope. Il apparaît sur l'album ONoffON et The Obliterati (il a également produit ce dernier).
Weston est apparu en tant qu'invité sur l'album de Mclusky, The Difference Between Me and You Is That I'm Not on Fire (2004), jouant de la trompette sur la piste Forget About Him, I'm Mint." En plus du travail de production fourni que l'album Eight Hours Away From Being A Man de Roadside Monument, il a également joué de la trompette sur Iowa Backroads.
Au début de 2007, Weston ouvre avec Jason Ward le studio Chicago Mastering Service.
Il travaille actuellement au bureau de Chicago de la National Public Radio, où il s'occupe notamment de l'émission Wait Wait... Don't Tell Me!.

## Source
- (en) Cet article est partiellement ou en totalité issu de l’article de Wikipédia en anglais intitulé « Bob Weston » (voir la liste des auteurs).